# 东城街道 (东莞市)
东城街道，通称“东城区”，原名附城区街道，是中华人民共和国广东省东莞市下辖的一个乡镇级行政单位。
2000年3月17日，广东省民政厅发文同意将东莞市附城区街道办事处更名为东城街道办事处。街道辦事處駐东城路561号。

## 行政区划
东城街道下辖以下地区：
岗贝社区、花园新村社区、东泰社区、温塘社区、桑园社区、周屋社区、余屋社区、鳌峙塘社区、峡口社区、柏洲边社区、上桥社区、下桥社区、樟村社区、梨川社区、堑头社区、主山社区、石井社区、同沙社区、光明社区、牛山社区、立新社区、火炼树社区居民委会、星城社区、黄旗生活区和同沙生活区。

## 人口
截至2020年末，第七次全国人口普查东城街道常住人口597192人， 其中户籍人口14.8万。

## 商城、市场
- 嘉荣购物广场
- 下桥水果市场
- 东城万达广场
- 世博广场
- 星河城
- 威尼斯广场
- 民盈·国贸城

## 公园
- 榴花公园
- 旗峰公园
- 虎英郊野公园
- 同沙生态公园（同沙水库）

## 交通

### 铁路
东城街道辖区内目前仅存在位于广惠城际铁路上的东城南站。

## 高级中学
- 东华高级中学
- 东莞市第二高级中学
- 东莞实验中学